# 甘常俊
甘常俊（？—？），江西奉新人，清朝政治人物、進士出身。
同治十年，登進士。1885年，接替孙泰寅任福建永安县知县一职，1887年，由张朝锡接任。